# Woestijnratten

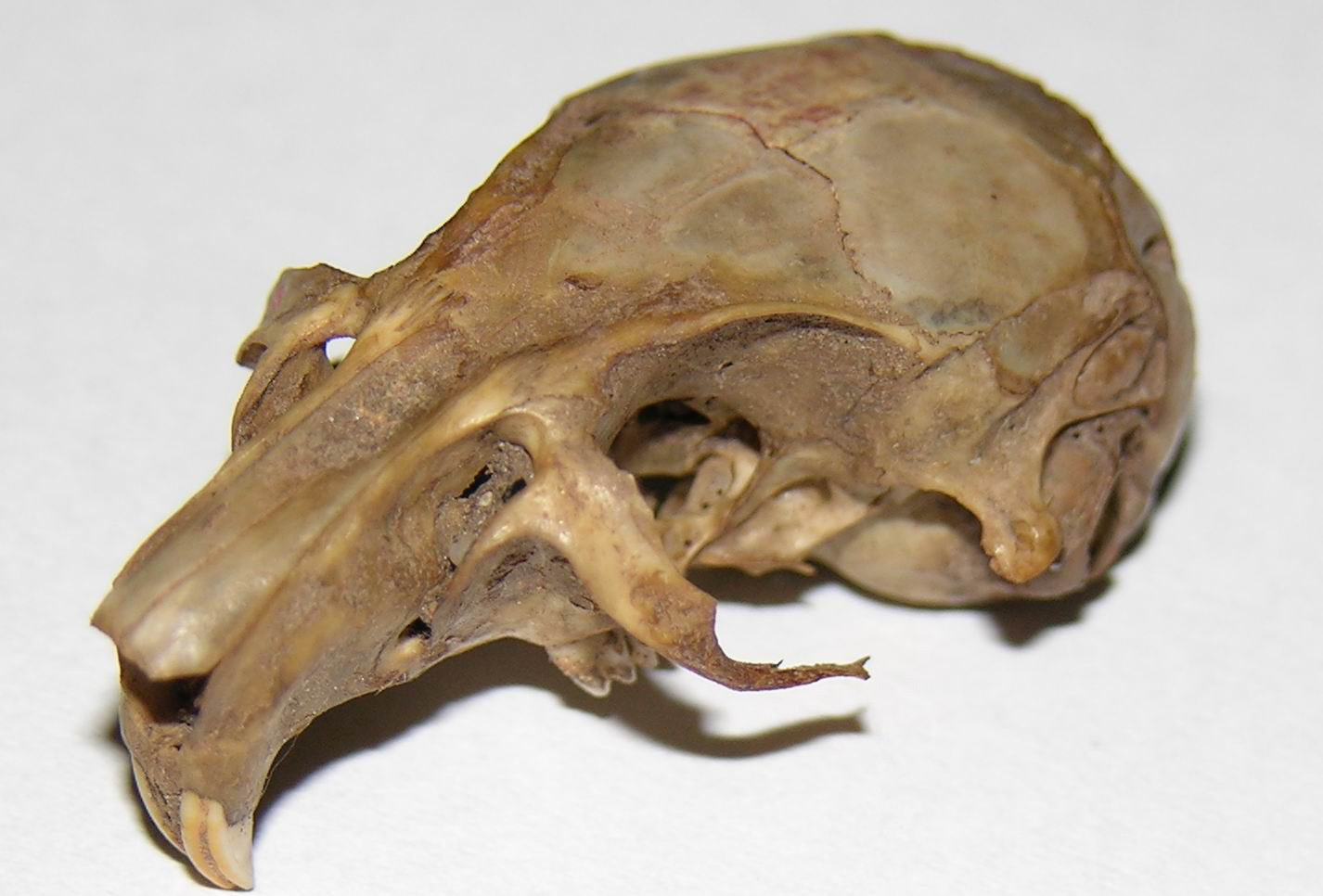
Schedel

Woestijnratten (Gerbillinae) (ook wel renmuizen of gerbils) zijn onderfamilie van de knaagdierenfamilie Muridae, die daarnaast ook onder andere de muizen en ratten van de Oude Wereld (Murinae) omvat. Ze komen over het algemeen voor in dorre steppegebieden en halfwoestijnen. Omdat in deze gebieden weinig dieren kunnen gedijen, hebben ze weinig vijanden. Aan andere vijanden (zoals slangen en roofvogels) die er wel zijn kunnen ze goed ontsnappen omdat deze diertjes goed kunnen springen. Vandaar ook hun (bij)naam: Springmuis.

## Leefwijze
De woestijnrat heeft zich helemaal aangepast aan de omstandigheden in hete/koude, droge gebieden. Op de heetste en koudste gedeelten van de dag slapen ze in hun hol. Ze kunnen water opslaan in hun vetlagen en urineren zelden. Ook hebben ze droge ontlasting. Toch kunnen woestijnratten niet tegen grote temperatuurwisselingen. Onder de grond is de temperatuur vrij stabiel.
Omdat ze gedurende het koudste (nachtelijke) en warmste gedeelte van de dag slapen zijn het dus geen echte nachtdieren, wat in deze gebieden toch wel gebruikelijk is. Maar in de tussenliggende delen van de dag zijn ze een paar uur wakker. Dit maakt ze als huisdier ook zeer geschikt, omdat ze verschillende gedeelten van de dag wakker zijn. Met name de Mongoolse renmuis, Dikstaartmuis, pluimstaartgerbil en bleke gerbil worden als huisdier gehouden. Een woestijnrat wordt gemiddeld vier tot vijf jaar oud. Ze kweken vrij gemakkelijk, en houden zich op in kolonies. Gerbils van verschillende kolonies zijn in groep aartsvijanden. Ook in gevangenschap kan men niet zomaar woestijnratten van verschillende families bij elkaar plaatsen. Ze vallen de indringer aan en proberen deze te doden. Jonge diertjes die nog niet geslachtsrijp zijn, hebben meer kans op aanvaarding in een andere groep (bv. in een andere kooi), maar het overplaatsen moet met de nodige omzichtigheid gebeuren.

## Taxonomie
Woestijnratten zijn waarschijnlijk het nauwste verwant aan de muizen en ratten van de Oude Wereld (Murinae) en daarna aan de Deomyinae, waarmee ze samen de familie Muridae vormen. Ze zijn echter ook wel in een vergrote familie Cricetidae geplaatst, in een aparte familie Gerbillidae of in de vergrote Muridae die min of meer equivalent was met de Muroidea.
De onderfamilie van de woestijnratten (Gerbillinae) omvat de volgende geslachten:
- Tribus Ammodillini
  - Ammodillus
- Tribus Desmodilliscini
  - Desmodilliscus
  - Pachyuromys
- Tribus Gerbillini
  - Brachiones
  - Gerbillus
  - Meriones
  - Microdillus
  - Psammomys
  - Rhombomys
  - Sekeetamys
  - Taterillus
- Tribus Taterini
  - Desmodillus
  - Gerbilliscus
  - Tatera

De onderfamilie omvat onder andere de volgende soorten (zie ook een volledige lijst):
- Mongoolse renmuis (Meriones unguiculatus)
- Libische gerbil (Meriones libycus)
- Perzische woestijnmuis (Meriones persicus)
- Shawwoestijnmuis (Meriones shawi)
- Sundevalls gerbil (Meriones crassus)
- Negevgerbil (Meriones sacrementi)
- Kleine Egyptische renmuis (Gerbillus gerbillus)
- Baluchistan gerbil (Gerbillus nanus)
- Grote Egyptische renmuis (Gerbillus pyramidium)
- Bleke gerbil (Gerbillus perpallides)
- Cheesmans renmuis (Gerbillus cheesman)
- Indische naaktzoolrenmuis (Tatera indica)
- Naaktzoolrenmuis (Gerbilliscus robustus)
- Kleine naaktzoolrenmuis (Taterillus emini)
- Dikstaartmuis (Pachyuromys duprasi)

Deomyinae · Woestijnratten (Gerbillinae) · Leimacomyinae · Lophiomyinae · Muizen en ratten van de Oude Wereld (Murinae)